# Германизация
Германиза́ция (онемечивание, нем. Germanisierung) — общее название для распространения немецкого языка и культуры среди других народов в результате естественной или насильственной ассимиляции, а также название для адаптации иностранных слов к немецкому языку, заимствованных из языков, в которых не используют латинский алфавит.

## Формы германизации
Есть исторически разные формы и степени распространения немецкого языка и элементов культуры. Постепенной германизации со времён поздней античности подверглось романское население среднего Рейна, верхнего Подунавья и Альп. Помимо эклектичного принятия, имеются примеры полного «растворения» в немецкой культуре, как это случилось со славянами-язычниками в епархии Бамберг в XI веке. Пример эклектичного принятия немецкой культуры в законодательстве Японской империи и современной Японии, которое организовано по образу законодательства Германской империи. Германизация являлась культурным контактом, принятием через политическое решение (например в случае с Японией) или (особенно в случае с имперской и нацистской Германией) силой.
В славянских странах, термин германизация часто понимается исключительно как процесс роста культурного уровня носителей славянских и балтийских языков, после завоеваний или культурного контакта в начале Тёмных веков территории современной Восточной Германии вдоль берегов Эльбы. В Восточной Пруссии насильственное переселение пруссов Тевтонским орденом, также как рост культурного уровня от иммигрантов различных европейских стран (поляков, французов, немцев) привели к исчезновению прусского языка в XVII веке.

## Историческая германизация

### Ранняя
В Средневековье была провозглашена ранняя германизация — Остзидлунг, например в Мекленбурге-Передней Померании, Лужице и других областях, прежде населённых славянскими племенами — полабами, в числе которых были бодричи, лютичи и лужичане.
Широко известное название Люхов-Данненберга — Вендланд — восходит к славянам-вендам из славянского племени древане — носителям полабского языка, существовавшего до начала XIX века на территории современной Нижней Саксонии.
Сложный процесс германизации происходил в Богемии после поражения богемских протестантов в битве на Белой Горе в 1620 году. Протестантский король Богемии, избранный для войны против Габсбургов богемскими протестантскими повстанцами в 1619 году, немецкий курфюрст Фридрих V, был разбит в 1620 году католической армией лояльной габсбургскому императору, Фердинанду II. Среди богемских дворян, подвергнутых наказанию и конфискации имущества после поражения Фридриха в 1620 году, были как чешские, так и немецкие землевладельцы. Таким образом этот конфликт являлся безусловно внутренним конфликтом, спровоцированным феодальной системой, а не столкновением двух наций. Хотя чешский язык потерял своё значение (как письменный язык) после этих событий, сомнительно, что это было решением габсбургских правителей, интересы которых были сосредоточены на религиозной и феодальной сферах.

### Контрмеры
Рост национализма, произошедшего в конце 18-го и 19-м столетиях в Богемии, Моравии, Силезии, Лужице привёл к росту чувства «гордости» за свою этническую культуру. Однако столетия культурного господства немцев оставили отпечаток на этих обществах, например первая современная грамматика чешского языка Йосефа Добровского (1753—1829) — «Ausfuhrliches Lehrgebaude der bohmischen Sprache» (1809) — была издана на немецком языке, потому что чешский язык не использовался в академических трудах.
В колониях Германии, политика статуса немецкого языка как официального привела к появлению пиджинов на основе немецкого языка и креольских языков на основе немецкого языка, таких как унзердойч.

### В Пруссии
Германизация в Пруссии происходила в несколько этапов:
- Попытки германизации населения, предпринятые Фридрихом Великим в Силезии, позже распространённые на прусскую часть территории Речи Посполитой
- Ослабление политики германизации в период 1815—1830
- Интенсификация германизации и преследования поляков в Великом княжестве Познанском в 1830—1841
- Процесс германизации прекращается в период 1841—1849
- Возобновляется в течение 1849—1870
- Усиливается Бисмарком во время его Культуркампфа против католицизма и польского народа
- Небольшое ослабление преследования поляков в период 1890—1894
- Продолжение и усиление процесса возобновлённого в 1894 и продолжавшегося до конца Первой мировой войны

Государственное законодательство и правительственная политика германизации в королевстве Пруссия, Германской империи и нацистской Германии стремились распространять немецкий язык и культуру в областях населённых не немцами, уничтожать их национальные особенности, и интегрировать завоёванные территории в немецкие земли.

### Меньшинств Пруссии

#### Ситуация в XVIII-м столетии
Говоря о германизации необходимо выяснить первопричину процесса: была ли она актом улучшения экономики страны или целью являлось исчезновение польского языка и культуры. Переселенцам со всей Европы (Германии, Нидерландов, Франции, Швейцарии, Шотландии) было предложено поселиться в Пруссии под своим владычеством королями Фридрихом I, Фридрихом Вильгельмом I и Фридрихом Великим. Селить переселенцев запланировали в малонаселённых областях, в областях ранее непригодных для проживания (например после осушения болота Одербрух при Фридрихе Великом), или областях, где население было истреблено войной или чумой (к примеру поселение протестантов, высланных из архиепископства Зальцбургского в Восточную Пруссию в 1731/32 годах при Фридрихе Вильгельме I). Ещё приблизительно десяти тысячам французских протестантских повстанцев предоставили убежище в Пруссии после отмены Нантского эдикта в 1685 году. В 1700 году почти половина населения Берлина говорила на французском и французская диаспора Берлина использовала французский язык в своих услугах вплоть до 1807 года, когда они перешли на немецкий в знак протеста против оккупации Пруссии Наполеоном. Причиной появления этих поселений являлась не германизация, а лишь желание стимулировать экономику Пруссии к переходу на более передовой уровень как это сделали славянские правители, пригласившие немецких переселенцев в свои страны в Средневековье. Национальность переселенцев не имела значения для Фридриха Великого. Однажды он также подчеркнул свою религиозную терпимость или безразличие: «Если турки захотят приехать и поселиться здесь, мы построим для них мечети». Таким образом можно утверждать что первопричиной создания этих поселений не была германизация, однако иногда переселение имело побочный эффект.
Пруссия одна из первых в Европе ввела обязательное начальное образование при Фридрихе Вильгельме I. Люди должны были быть в состоянии прочитать Библию, чтобы они стали «добрыми христианами». Преподавание в начальной школе велось на родном языке учеников, поэтому начальная школа не была средством германизации в XVIII-м столетии.
Пруссия и Австрия активно участвовали в разделах Речи Посполитой, факт, который позже сильно скажется на германо-польских отношениях, до тех пор неурегулированных.

#### Ситуация в XIX-м столетии
После Наполеоновских войн Пруссия получила Великое Княжество Познанское, а во владении у Австрии осталась Галиция. В мае 1815 года король Фридрих Вильгельм III издал манифест полякам в Познани:
«У вас тоже есть Родина. […] Вы будете включены в мою монархию без необходимости отказываться от своей национальности. […] Вы получите конституцию как другие провинции моего королевства. Ваша религия будет поддержана. […] Ваш язык должен использоваться наравне с немецким во всех публичных отношениях, и каждый из вас с подходящими способностями должен иметь возможность получить назначение на государственную должность. […]»
И в 1823 году министр образования Альтенштайн заявил:
Относительно распространения немецкого языка самое главное получить ясное понимание целей. Должно ли это быть целью продвинуть понимание немецкого среди польскоговорящих граждан или должно быть целью постепенно и медленно германизировать поляков. Согласно суждению министра только первое необходимо, желательно и возможно, второе же нежелательно и недостижимо. Чтобы быть хорошими гражданами для поляков желательно понимать язык правительства. Однако для них нет необходимости неиспользовать или забыть родной язык. Владение двумя языками не должно рассматриваться как неудобство, но наоборот как преимущество, потому как это связано с высочайшей гибкостью ума. [..] Религия и язык есть высочайшие прибежища нации, всех отношений и основа восприятий. Правительство, которое […] является безразличным или даже враждебным к ним, создаёт горечь, подрывает основы нации и порождает нелояльных граждан."
В первой половине XIX-го столетия прусская языковая политика оставалась в значительной степени толерантной. Но эта толерантность постепенно уменьшалась во второй половине XIX-го столетия после образования Германской империи в 1871 году.
Поначалу действием этой политики были устранение ненемецких языков из общественной жизни и из образовательных учреждений (таких как школы). Ещё позднее в Германской империи из поляков (а также датчан, эльзасцев, немецких католиков и социалистов) был создан образ «Reichsfeinde» («врагов империи»). Кроме того, в 1885 году прусская колонизационная комиссия, финансируемая из бюджета национального правительства, была проинструктирована скупать землю у ненемцев и распределять её среди немецких фермеров. С 1908 года комиссия имела право принудить землевладельцев продать землю. Другие действия заключались в прусских депортациях 1885—1890: депортация непрусских подданных, которые жили в Пруссии значительный период времени (в основном поляков и евреев) и запрете на строительство домов ненемцами. Политика германизации в школах также приняло форму злоупотреблений прусских преподавателей над польскими детьми. Германизация подспудно стимулировала сопротивление, обычно в виде домашнего обучения и большего сплочения в диаспорах меньшинства.
В 1910 году Мария Конопницкая ответила на возросшее преследование поляков немцами созданием своей известной песни, названой Клятва, которая немедленно стала национальным символом поляков, где присутствовала знаменитая фраза: Немец не плюнет в наше лицо, и не германизирует он наших детей. Итак, немецкие усилия уничтожить польскую культуру, язык и народ не только встретили сопротивление, но и стимулировали укрепление польского национального самосознания, усиление стремлений поляков восстановить польское государство.
Международный съезд социалистов, состоявшийся в Брюсселе в 1902 году, осудил германизацию поляков в Пруссии, назвав её «варварской».

### Литовцы Восточной Пруссии
Похожая германизация также происходила в отношении восточнопрусских литовцев, численность которых с XV-го столетия составляла большинство населения в обширных областях Восточной Пруссии (в начале XVI-го столетия часто упоминаемых как Малая Литва), но значительно снизилась в течение XVIII—XX столетий из-за чумы и продолжавшейся иммиграции из Германии, особенно из Зальцбурга, в XVIII-м столетии — местное население было изгнано из своих домов, передаваемых переселенцам.
В течение XIX-го столетия процесс германизации снизился; в начале XX-го столетия литовское большинство сохранилось к северу от Немана и областях к югу и юго-западу от реки.
То же самое произошло с курсениеками, но эта этническая группа никогда не была многочисленной.

### Польские шахтёры в Германии
Ещё одной формой германизации были отношения между немецким государством и польскими шахтёрами в Рурском регионе. Из-за миграции в пределах Германской империи, множество поляков (более чем 350,000) переселилось в Рур в конце XIX-го столетия, где они стали работать в угольной и металлургической промышленности. Немецкие власти рассматривали их как потенциальную опасность и угрозу, а также как «подозрительный политический и национальный» элемент. Все польские рабочие имели специальные карты и были под постоянным наблюдением немецких властей. Кроме того, были распространены антипольские стереотипы, такие как открытки с шутками о поляках, описывающих их как безответственных людей, подобно отношению к ирландцам в Новой Англии примерно в то же время. Множество польских традиционных и религиозных песен было запрещено прусскими властями. Их гражданские права также были ограничены немецким государством..

### Польский ответ
В ответ на эту политику, поляки создали свои собственные организации для защиты своих интересов и национальных особенностей. Спортивные клубы Sokól, рабочий союз Zjednoczenie Zawodowe Polskie (ZZP), Wiarus Polski (пресса) и банк Robotnikow были одними из самых известных таких организаций Рура. Вначале польские рабочие, подвергнутые остракизму своими немецкими коллегами, поддерживали Католическую Центристскую Партию. С начала XX-го столетия их поддержка всё больше и больше переходила на сторону социал-демократов. В 1905 году польские и немецкие рабочие организовали первую совместную забастовку. С появлением Namensänderungsgesetz (закон о смене фамилий) значительное число «рурских поляков» сменили свои фамилии и имена на «германизированные» формы, дабы избежать этнической дискриминации. Так, когда прусские власти во времена Культуркампфа запретили польским священникам проводить службы на польском языке, полякам пришлось ходить к немецким католическим священникам. Увеличение смешанных браков между немцами и поляками способствовало сильной германизации этнических поляков в Рурской области.
Во времена Веймарской республики поляки впервые были признаны меньшинством только в Верхней Силезии. Мирные договоры после Первой мировой войны содержали обязательства для Польши защищать её национальные меньшинства (немцев, украинцев и других), тогда как в мирном договоре победителей с Германией (Версальский мирный договор 1919) никаких похожих требований не выдвигалось. В 1928 году «Minderheitenschulgesetz» (Акт о школе меньшинств) регулировал обучение детей меньшинств на родном языке. С 1930 года Польша и Германия договорились о статусе их меньшинств.

## Германизация во время Второй мировой войны

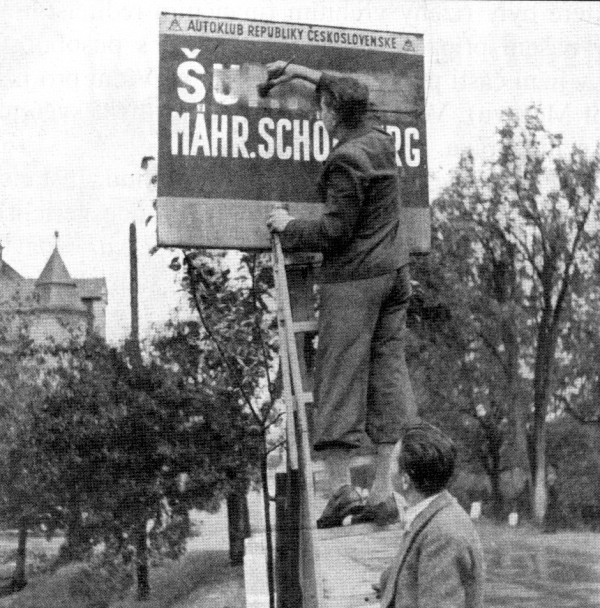
Стирание чешского названия населённого пункта после аннексии Судет

В эру нацизма дни некоторых меньшинств в Германии были сочтены. «Приемлемых в расовом отношении» детей забрали из семей, чтобы вырастить их как немцев. Впрочем, Генрих Гиммлер открыто выступал против подобной, старой германизации и заявлял: «Наша задача — не германизировать Восток в старом понимании (то есть учить местных жителей немецкому языку и немецкому праву), а видеть, что на Востоке живут люди чистой немецкой, германской крови.»
Впрочем, это не означало поголовного истребления всех людей, живущих там, поскольку нацисты предполагали наличие в Восточной Европе народов с арийско-нордическими корнями, особенно среди их лидеров. Взрослых, которые были отобраны для германизации, но сопротивлялись ей, казнили на том основании, что немецкая кровь не должна поддерживать ненемецкие нации, а убийство подобных людей оставит непокорные нации без превосходящих лидеров.
Детей выбирали в зависимости от наличия «расовых ценных данных» перед отправкой их в Германию. Они могли быть детьми казнённых за сопротивление германизации. Если германизировать их не удавалось или они не подходили, то их убивали, так как они также являлись противниками рейха.
Считается, что в оккупированной немцами Польше количество детей, отобранных из своих семей для германизации, колеблется в пределах от 50,000 до 200,000. Также считается что по крайней мере 10,000 из них были убиты, были признаны неподходящими и отосланы в концлагеря, подвергнуты жестокому обращению или погибли от невыносимых условий при перевозке в вагонах для скота, и только 10-15 % вернулось к своим семьям после войны. Обязательное членство в гитлерюгенде делало диалог между родителями и детьми почти невозможным, так как чиновники разрешали использование только немецкого языка. Члены из организаций меньшинств были сосланы в концлагеря немецкими властями или убиты.
Согласно генеральному плану «Ост», часть славян на завоёванных территориях необходимо было германизировать. Признанных пригодными делили на несколько категорий и регистрировали в Фолькслисте. Непригодных для германизации выселяли с территорий планируемых для немецких поселений. Рассматривая судьбу отдельных наций, создатели Плана постановили, что для германизации возможно было отобрать:
- 50 процентов чехов,
- 35 процентов украинцев,
- 25 процентов белорусов.

Остальных славян планировалось выслать в Западную Сибирь и другие регионы. В 1941 году в план были внесены «корректировки»: было решено уничтожить польскую нацию полностью и заселить Польшу немцами, что возможно было сделать, по оценкам немецкой верхушки, за 10-20 лет. Однако активное антинацистское сопротивление на оккупированных землях привело к тому, что планы Третьего Рейха по германизации провалились.

### Специфические примеры
Олецкий повят был историческим восточнопрусским округом с центром в Олецко.
Округ был населён мазурами — польской этнической группой. В процессе германизации пропорция польскоговорящих людей стабильно уменьшалась:
- 1818 — свыше 90 % населения
- 1852 — 65 %
- 1861 — 58 %
- 1890 — 46 %
- 1900 — 33,5 % (немецкая перепись)

Согласно итогам Варминско-Мазурского плебисцита от 11 июля 1920 года, в Олецко только 2 голоса было отдано за присоединение ко Второй Польской республике; 28 627 жителей проголосовали за принадлежность к Восточной Пруссии. После плебисцита город был переименован в Тройбург (Верная крепость).

## Современное состояние
В современной Германии датчане, фризы и славяне лужичане классифицируются как традиционные национальные меньшинства и им гарантирована культурная автономия. Относительно датчан был подписан договор между Данией и Германией в 1955 году, регулирующий статус немецкого меньшинства в Дании и наоборот. По поводу фризов, в Шлезвиг-Гольштейне был принят специальный закон об охране языка. Культурная автономия лужичан внесена в конституции Саксонии и Бранденбурга. Однако большинство лужичан знают два языка, и нижнелужицкий язык находится в опасности, так как количество говорящих на нём неуклонно снижается.
Потомки польских мигрантов — рабочих и шахтёров — вступали в брак с местным населением и таким образом стали культурно смешаны. Это отличает их от современных польских иммигрантов, приехавших после падения железного занавеса. Нынешние иммигранты — обычно польские граждане и в Германии проживают как иностранцы. Для многих польских иммигрантов принадлежность к польской нации — не главное качество, через которое они хотели бы характеризовать себя или хотели бы быть оценёнными другими, поскольку это могло бы на них сказаться отрицательно.

## Лингвистическая германизация
В лингвистике, германизация обычно означает изменение в написании заимствованных слов по правилам немецкого языка — к примеру изменение заимствованного слова bureau на Büro.
Местный диалект Рурского региона содержит много слов, заимствованных из польского языка.